# Andy Hertzfeld

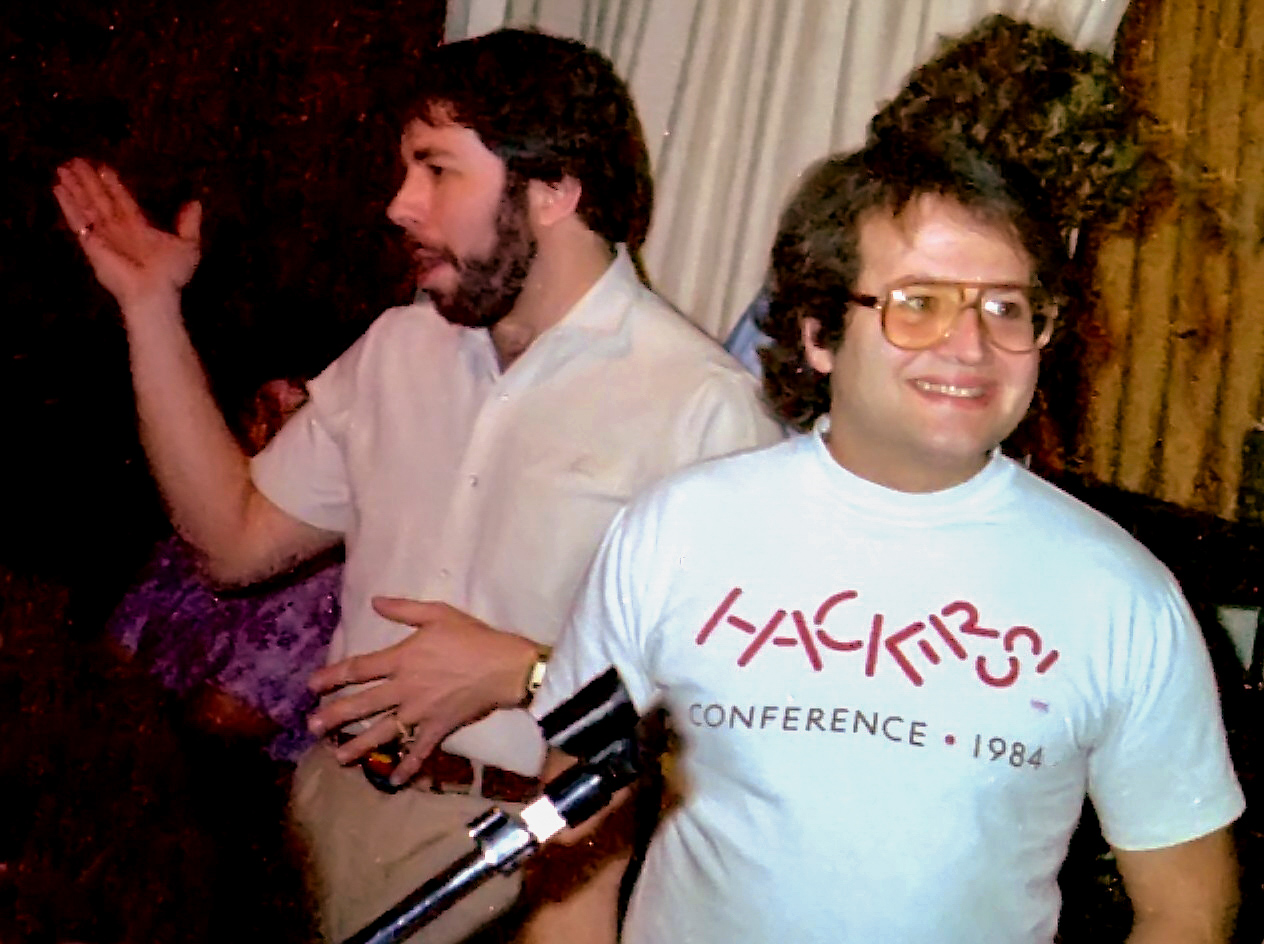
Steve Wozniak en Andy Hertzfeld (1985)

Andy Hertzfeld (Philadelphia, 6 april 1953) maakte deel uit van het ontwikkelteam van de Apple Macintoshcomputer. Hij wordt door sommigen als een pionier onder de softwareontwikkelaars beschouwd. Na bij Apple te hebben gewerkt hield hij zich bezig met opensourcesoftware. Sinds augustus 2005 werkt hij voor Google.
Toen hij 18 was begon hij informatica te studeren aan  Brown University, onder andere bij Andries van Dam. Hertzfeld studeerde in 1975 af en studeerde vervolgens aan de University of California. In 1978 kocht hij een Apple II-computer. Al gauw begon hij software te ontwikkelen. Hij schreef artikelen in Call A.P.P.L.E. en Dr. Dobb's Journal. Hertzfeld kwam in 1979 bij Apple Computer in dienst en schreef de firmware voor de Silentype thermische printer. Hertzfeld ontwierp ook de eerste 80-koloms kaart voor de Apple II.
In februari 1981 werd hij op eigen verzoek door Steve Jobs aan het Apple Macintoshteam toegevoegd. Hertzfeld werkte voor Bud Tribble en werd een van de belangrijkste ontwerpers van het Macintosh Operating System. Tot zijn collega's behoorden Bill Atkinson en Burrell Smith.

Op Hertzfelds visitekaartje van Apple werd hij omschreven als "Software Wizard". Hij schreef grote delen van de systeemsoftware voor de Macintosh, waaronder een groot deel van de ROM-code, de User Interface Toolbox, en een aantal onderdelen die tegenwoordig standaard deel uitmaken van een grafische gebruikersinterface, zoals regelpanelen en een 'plakboek'.
In 1984 verliet hij Apple. Sindsdien was hij medeoprichter van Radius (1986; met Burrell Smith), General Magic (1990; met Bill Atkinson en Marc Porat) en Eazel (1999; met Bud Tribble). Voor dit laatste bedrijf werkte hij mee aan het ontwikkelen van de Nautilus-filemanager voor de GNOME-desktop onder Linux. Hertzfeld werkt voor de Open Source Applications Foundation (OSAF) waar hij de gebruikersvriendelijkheid van het Linuxplatform bevordert.
Begin 2004 begon hij Folklore.org, een website waarop anekdotes over de ontwikkeling van de Macintosh worden verzameld. In december 2004 verscheen een bundeling van deze anekdotes in het boek Revolution in the Valley.